# Sabaudia
Sabaudia è un comune italiano di 19 288 abitanti della provincia di Latina nel Lazio.

## Geografia fisica

### Territorio
La città è situata nell'Agro Pontino.

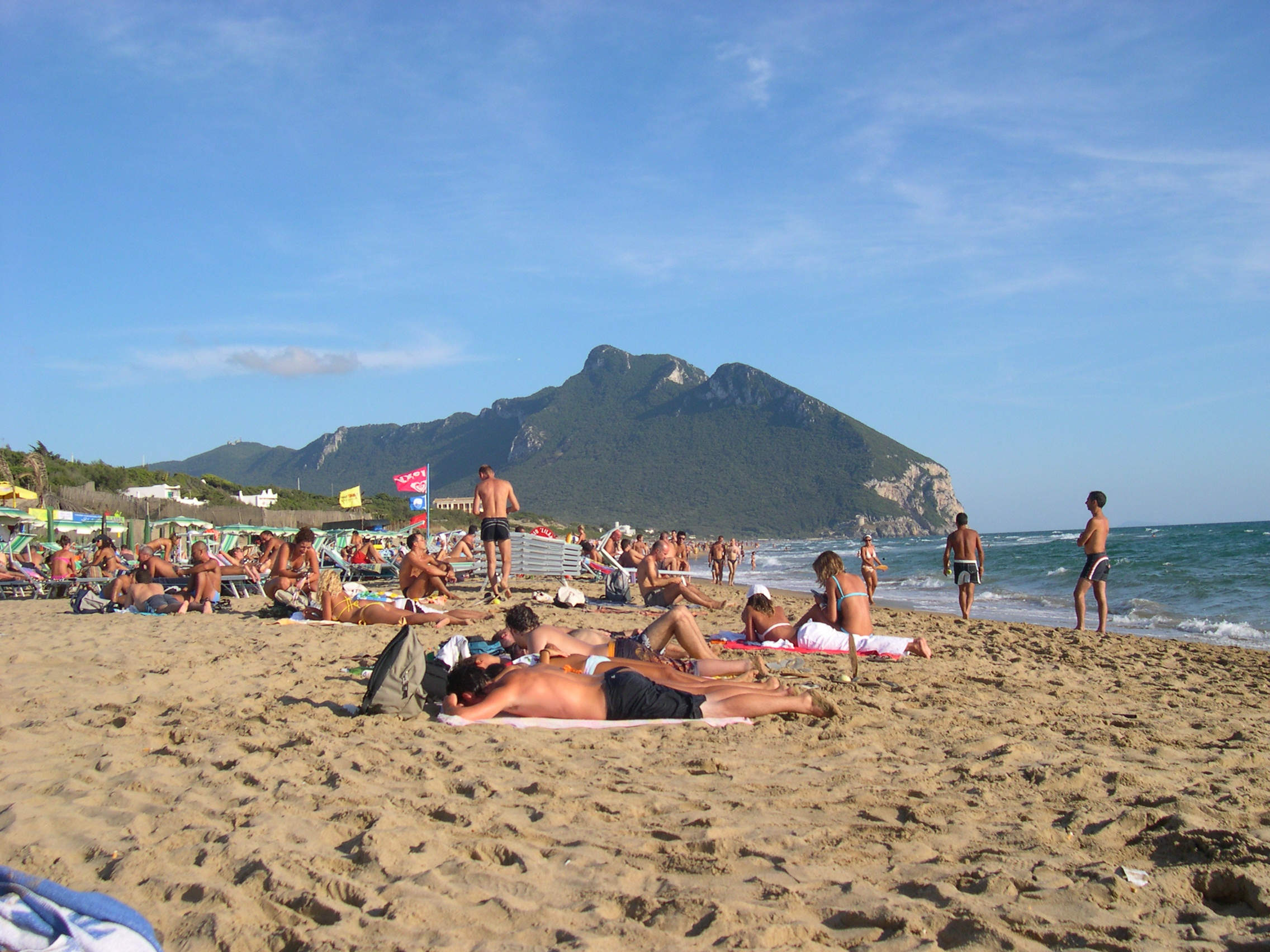
La spiaggia
Il promontorio del Circeo sullo sfondo

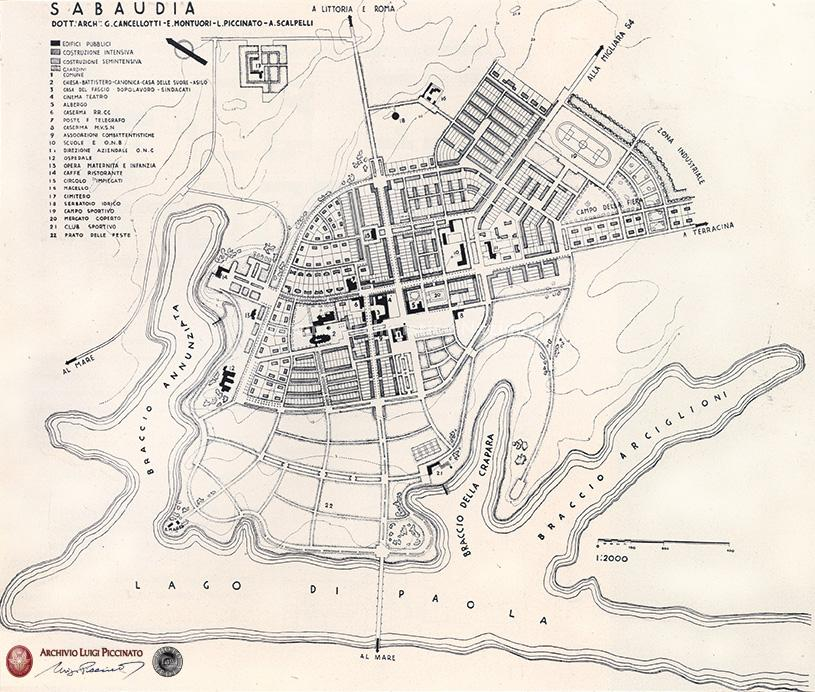
Pianta di Sabaudia
Dal progetto (1933)

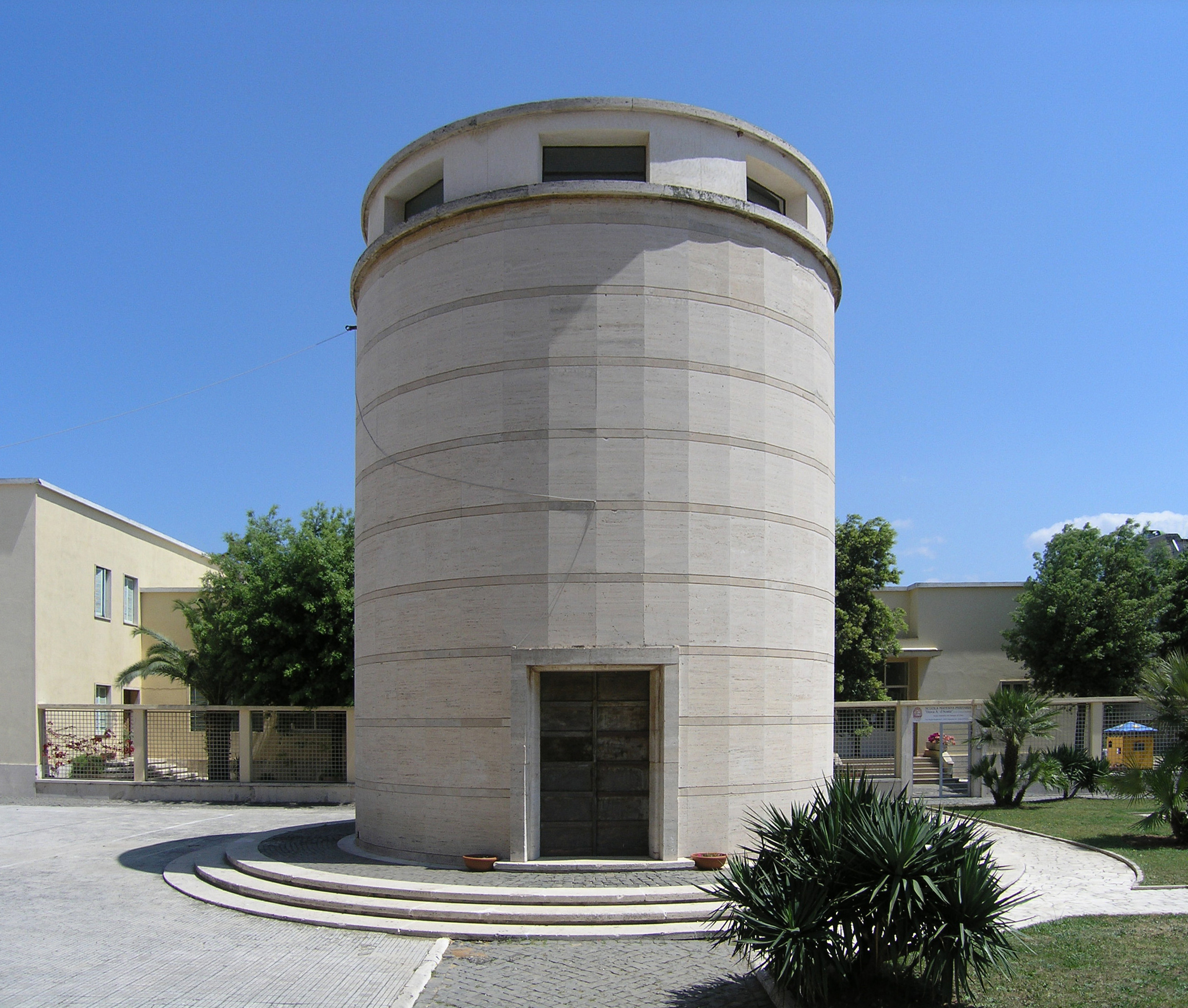
Gino Cancellotti
Chiesa della Santissima Annunziata
Battistero, 1935

Il territorio comunale, pianeggiante, è caratterizzato dal litorale di dune sabbiose, da zone a foresta (un tempo parte della "selva di Terracina") e da una serie di zone umide e quasi paludose, protette da tre laghi costieri: il lago di Sabaudia (o di Paola), il lago dei Monaci, il lago di Caprolace. 
Una parte importante del territorio comunale costituisce dal 1934 il parco nazionale del Circeo.

### Clima
Classificazione climatica:
Il clima d'inverno è particolarmente umido, ma la temperatura non scende, salvo eccezioni, sotto i 12 °C.

## Storia

Sabaudia nel 1935

La posa della prima pietra di Sabaudia venne effettuata il 5 agosto 1933 e la nuova città inaugurata il 15 aprile del 1934 da Benito Mussolini, alla presenza di circa ventimila persone; particolare fu in seguito la presenza di Mussolini, il 27 giugno 1935, dove prese parte a quella che fu definita la prima trebbiatura di Sabaudia, ripreso inoltre dalle cineprese dell'Istituto Luce mentre operava a petto scoperto.
Fu la seconda città, dopo Littoria, ad essere voluta dal regime nel territorio delle Paludi Pontine bonificate. 
Il concorso per il piano urbanistico di fondazione della città era stato bandito dall'Opera nazionale combattenti il 21 aprile 1933 e fu vinto dal gruppo di Piccinato con gli architetti Cancellotti, Montuori e Scalpelli, che la immaginarono predisposta per divenire un importante centro sportivo, in particolare per ospitare gare nautiche sul lago di Paola. 

Sabaudia è una delle città espressione del razionalismo italiano in architettura (Gruppo 7 e MIAR).
La città venne intitolata alla famiglia reale e posta sotto la protezione della Santissima Annunziata, protettrice di Casa Savoia.
La denominazione è rimasta quella originaria, nonostante la necessità di rimuovere i toponimi fascisti delle città che erano state istituite e che terminavano quasi tutti in "-inia".
Così mentre il capoluogo assunse nel 1944 la denominazione di Latinia e, successivamente, quella attuale di Latina (il 7 giugno 1945 a seguito della pubblicazione del decreto luogotenenziale del 9 aprile 1945, n. 270), non è ancora avvenuta tale variante per Sabaudia, che andrebbe corretto in Sabauda, e Pontinia, che andrebbe corretto in Pontina.
I primi abitanti insediati a Sabaudia furono coloni di origine veneta e friulana selezionati dal Commissariato per le migrazioni e la colonizzazione interna ed inviati, insieme alle loro famiglie, a sviluppare l'agricoltura nei poderi dell'Opera nazionale combattenti.
Nell'inverno del 1944 anche Sabaudia venne coinvolta nelle operazioni belliche seguite allo sbarco di Anzio del 22 gennaio e fino alla liberazione, avvenuta nel maggio dello stesso anno, fu occupata dalle truppe tedesche.
Il territorio di Sabaudia comprende gran parte del parco nazionale del Circeo di cui Sabaudia è sede amministrativa. 
Il 5 agosto 2020, il presidente della Repubblica Sergio Mattarella ha conferito a Sabaudia il titolo di Città.

### Simboli
Lo stemma, il gonfalone e la bandiera di Sabaudia sono stati concessi con regio decreto del 12 marzo 1936.
Nella parte superiore dello scudo, troncato, è raffigurata la palude pontina prima della bonifica, con la tipica capanna dei pastori detta "lestra"; nella sezione inferiore, su fondo dorato, campeggiano sei spighe di grano ed un elmetto della prima guerra mondiale. Il gonfalone è un drappo di azzurro.

## Monumenti e luoghi d'interesse

### Architetture religiose
La Chiesa della Santissima Annunziata è opera dell'architetto Gino Cancellotti (1935). Al suo interno è la "cappella reale", donata dalla Regina Elena di Savoia alla città e qui trasferita dall'interno di palazzo Margherita a Roma.
Sulle sponde del lago di Paola è il Santuario di Santa Maria della Sorresca, fondato dai Benedettini nel VI secolo e rimaneggiato nel XII secolo. Anche se si trova nel comune di Sabaudia fa parte della Parrocchia di San Felice Martire, che lo gestisce fin da prima della nascita di Sabaudia. Nel Santuario viene conservata l'antica statua lignea della Sorresca, festeggiata il lunedì successivo alla Pentecoste con una processione che da San Felice Circeo giunge fino alla piccola chiesa.

### Architetture civili
I principali edifici pubblici risalenti alla fondazione sono di architettura razionalista: tra questi il Palazzo Comunale con la torre civica e la Piazza del Comune prospiciente, la Chiesa della Santissima Annunziata con l'edificio del battistero, il Palazzo delle Poste, l'ospedale e la sede dell'allora Opera nazionale maternità e infanzia.
Il palazzo delle Poste, progettato da Angiolo Mazzoni, è composto da un unico piano rialzato da terra tramite una scalinata. Completamente rivestito di tessere azzurre (il colore di casa Savoia), ha ampi finestroni dai quali la grande sala interna riceve luce, incorniciati da un cordolo in marmo rosso di Siena, ed un elegante cornicione. Tali elementi architettonici fanno assumere all'edificio un forte senso aerodinamico. È stato acquistato dal comune di Sabaudia, finalmente restaurato e restituito ai cittadini nel 2011. L'illuminazione di questo edificio e del Palazzo Comunale, sono opera di Francesca Storaro e Vittorio Storaro, vincitore di 3 premi Oscar per la fotografia.
Sul lungomare si trova invece la celebre Villa Volpi, progettata negli anni cinquanta da Tomaso Buzzi per conto della contessa Nathalie Volpi di Misurata.
Architetture Militari
Bunker della II guerra mondiale, è situato sulla spiaggia.

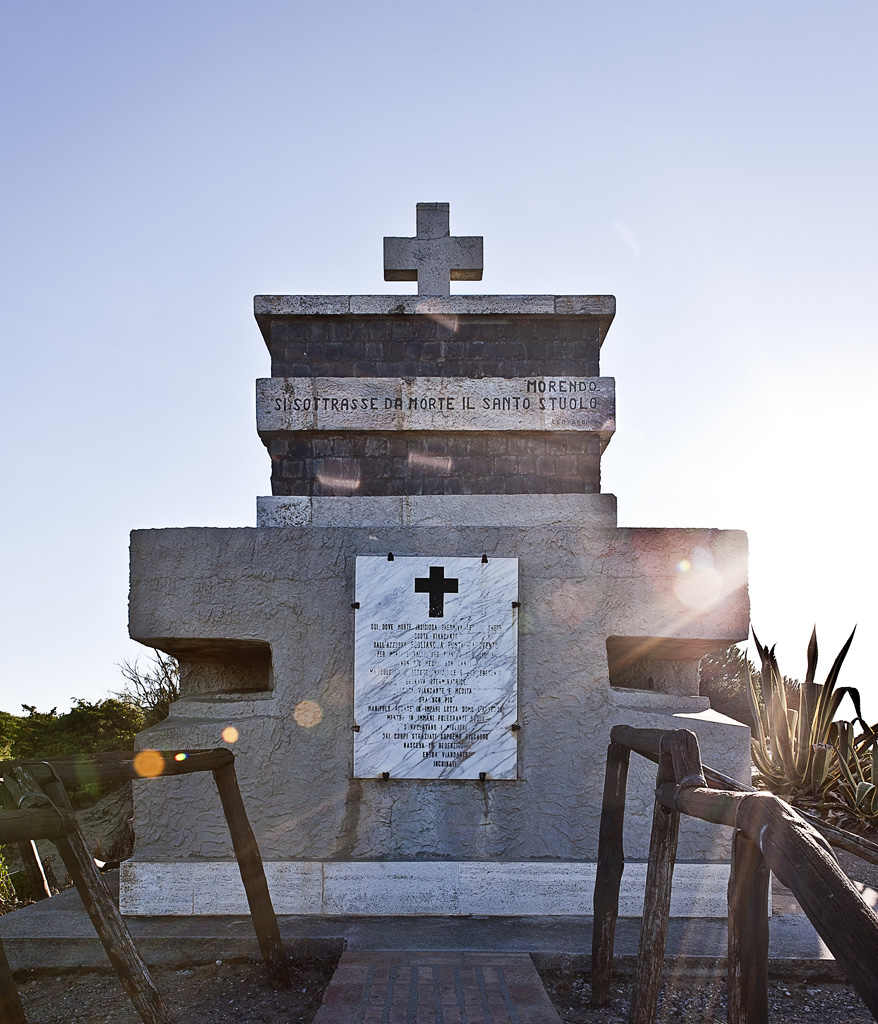
Monumento agli sminatori

### Siti archeologici
All'epoca romana risalgono la villa di Domiziano, del I secolo d.C., che si estende per oltre 45 ettari lungo le sponde del lago di Sabaudia, e la fonte di Lucullo, più tardi sfruttata anche come vasca per impianti termali. Lungo la costa si trovano inoltre il porto-canale romano in opus incertum.

### Aree naturali
- lago dei Monaci
- lago di Caprolace
- lago di Paola
- Fonte di Lucullo, una grotta artificiale romana con funzione di cisterna d'acqua.
- Parco Nazionale del Circeo.

## Società

### Evoluzione demografica
Abitanti censiti

### Etnie e minoranze straniere
Secondo i dati ISTAT al 31 dicembre 2022 i cittadini stranieri residenti erano 2 350 persone, pari all'11,75% della popolazione.

## Cultura

### Istruzione
Oltre alle scuole elementari e medie Valentino Orsolini Cencelli e le scuole medie Giulio Cesare in via Conte Verde, Sabaudia ospita anche l'Istituto Comprensivo Giulio Cesare per il secondo ciclo superiore.
La biblioteca comunale è stata trasferita nell'aprile 2011 nell'ex Palazzo delle Poste di Angiolo Mazzoni.

#### Musei
- Nel palazzo comunale ha sede un museo dedicato all'artista contemporaneo Emilio Greco. Esso raccoglie numerosi quadri e sculture donati alla città.[senza fonte]

- Il "Museo Civico del Mare e della Costa Marcello Zei" espone reperti archeologici e naturalistici del territorio Pontino ed è situato in piazza Alberto Moravia (già piazza Verbania), nelle vicinanze del centro storico.[senza fonte]

- La Torre di Dante è la mostra permanente di Lorenzo Indrimi dedicata alla Commedia inaugurata il 15 aprile 2008 nella Torre Civica di Sabaudia. Nei piani della Torre sono esposte le 200 incisioni pubblicate nel 1980 da Bolaffi Editore, disegni e dipinti. La Torre ospita inoltre i tre video: Inferno, Purgatorio e Paradiso tratti dalle opere di Lorenzo Indrimi per la regia di Paolo Pasquini.[senza fonte]
- Museo Naturalistico del Parco Nazionale del Circeo[18]
- Centro di Documentazione sull'Istruzione e la Sanità nelle paludi pontine[19]
- Museo del padiglione San Marco, all'interno della caserma Santa Barbara sede della Comando Artiglieria Contraerei[20].
- Museo della palazzina De Nobili, all'interno della caserma Santa Barbara sede della Comando Artiglieria Contraerei[21]

L' Ecomuseo dell'Agro Pontino che valorizza il patrimonio delle comunità locali.

### Teatri
- Teatro San Francesco;[23]

- Arena del Mare.[24]

### Cinema
A Sabaudia sono ambientati i film Totò sceicco di Mario Mattoli, La voglia matta di Luciano Salce, Amore mio aiutami di Alberto Sordi, La villa del venerdì di Mauro Bolognini tratto da un racconto del 1990 di Alberto Moravia, Storia di Piera di Marco Ferreri del 1983, Non ti muovere di Sergio Castellitto del 2004, Le avventure acquatiche di Steve Zissou di Wes Anderson del 2004, L'amico di famiglia di Paolo Sorrentino del 2006, Stasera a casa di Alice del 1990 e Il mio miglior nemico del 2006, entrambi di Carlo Verdone, Immaturi di Paolo Genovese del 2011, Viva l'Italia diretto da Massimiliano Bruno del 2012, Simpatici & antipatici di Christian De Sica del 1998 e Magari di Ginevra Elkann del 2019.
Dal 2015 Sabaudia ospita Sabaudia Film Fest, promosso ed organizzato dal Comune di Sabaudia. È il primo festival di cinema interamente dedicato alla commedia italiana.

## Economia
Di seguito la tabella storica elaborata dall'Istat a tema Unità locali, intesa come numero di imprese attive, ed addetti, intesi come numero addetti delle unità locali delle imprese attive (valori medi annui).
|          | 2015                  |                              |                            |                |                       |                     | 2014                  |                | 2013                  |                |
| -------- | --------------------- | ---------------------------- | -------------------------- | -------------- | --------------------- | ------------------- | --------------------- | -------------- | --------------------- | -------------- |
|          | Numero imprese attive | % Provinciale Imprese attive | % Regionale Imprese attive | Numero addetti | % Provinciale Addetti | % Regionale Addetti | Numero imprese attive | Numero addetti | Numero imprese attive | Numero addetti |
| Sabaudia | 1 186                 | 3,02%                        | 0,26%                      | 3 796          | 3,11%                 | 0,25%               | 1 182                 | 3 870          | 1 226                 | 3 927          |
| Latina   | 39 304                |                              | 8,43%                      | 122 198        |                       | 7,75%               | 39 446                | 120 897        | 39 915                | 123 310        |
| Lazio    | 455 591               |                              |                            | 1 539 359      |                       |                     | 457 686               | 1 510 459      | 464 094               | 1 525 471      |

Nel 2015 le 1 186 imprese operanti nel territorio comunale, che rappresentavano il 3,02% del totale provinciale (39 304 imprese attive), hanno occupato 3 796 addetti, il 3,11% del dato provinciale (122 198 addetti); in media, ogni impresa nel 2015 ha occupato tre persone (3,2).

## Infrastrutture e trasporti
Il centro della città è collegato al lungomare tramite il Ponte Giovanni XXIII, costruito nel 1963-1964 secondo il progetto dell'ingegnere Riccardo Morandi.

## Amministrazione
| Periodo          | Periodo          | Primo cittadino             | Partito      | Carica                   | Note   |
| ---------------- | ---------------- | --------------------------- | ------------ | ------------------------ | ------ |
| 4 maggio 1989    | 23 luglio 1990   | Saverio Mantova             | DC           | Sindaco                  |        |
| 23 luglio 1990   | 22 gennaio 1992  | Luigi Fiordalisi            | DC           | Sindaco                  |        |
| 22 gennaio 1992  | 24 luglio 1993   | Saverio Mantova             | DC           | Sindaco                  |        |
| 24 luglio 1993   | 18 maggio 1994   | Mario Tieghi                | DC           | Sindaco                  |        |
| 18 maggio 1994   | 14 novembre 1994 | Ercole Anelli               | DC           | Sindaco                  |        |
| 14 novembre 1994 | 23 aprile 1995   | Pasquale Mancuso            | PSI          | Sindaco                  |        |
| 23 aprile 1995   | 31 gennaio 1998  | Salvatore Armando Bellassai | centrodestra | Sindaco                  | [ 28 ] |
| 31 gennaio 1998  | 25 maggio 1998   | Angelo Di Caprio            |              | Commissario prefettizio  |        |
| 25 maggio 1998   | 27 maggio 2002   | Salvatore Armando Bellassai | centrodestra | Sindaco                  |        |
| 27 maggio 2002   | 31 ottobre 2006  | Salvatore Schintu           | centrodestra | Sindaco                  | [ 28 ] |
| 31 ottobre 2006  | 28 maggio 2007   | Antonio Reppucci            |              | Commissario prefettizio  |        |
| 28 maggio 2007   | 18 luglio 2008   | Alessandro Maracchioni      | centrodestra | Sindaco                  | [ 29 ] |
| 18 luglio 2008   | 7 giugno 2009    | Maurizio Lucci              | centrodestra | Sindaco facente funzioni |        |
| 8 giugno 2009    | 9 dicembre 2012  | Maurizio Lucci              | centrodestra | Sindaco                  | [ 30 ] |
| 9 dicembre 2012  | 10 giugno 2013   | Erminia Ocello              |              | Commissario prefettizio  |        |
| 10 giugno 2013   | 7 maggio 2016    | Maurizio Lucci              | centrodestra | Sindaco                  | [ 28 ] |
| 7 maggio 2016    | 25 giugno 2017   | Antonio Luigi Quarto        |              | Commissario prefettizio  |        |
| 25 giugno 2017   | 21 febbraio 2022 | Giada Gervasi               | Lista civica | Sindaco                  |        |
| 21 febbraio 2022 | 26 giugno 2022   | Carmine Valente             |              | Commissario prefettizio  |        |
| 26 giugno 2022   | in carica        | Alberto Mosca               | Lista civica | Sindaco                  |        |

### Gemellaggi
- Saint-Médard-en-Jalles, dal 1990[31]
- El Vendrell, dal 2002[31]

### Patti di amicizia
- Sabáudia, dal 2005
- Hergla, dal 2005
- Lesina, dal 2011
- Lero, dal 2015
- Sacile, dal 2021

### Comitato per i gemellaggi
Le attività legate ai gemellaggi ed ai patti di amicizia sono coordinate da un comitato per i gemellaggi. Il comitato è composto dai rappresentanti delle associazioni culturali e sportive, delle istituzioni scolastiche, degli enti militari, delle associazioni di categoria. Il presidente è nominato dal sindaco ed il suo mandato è legato a quello amministrativo.

### Altre informazioni amministrative
Nel 1934 passa dalla provincia di Roma, alla nuova provincia di Littoria, (che nel 1944 prenderà il nome di Latinia e nel 1945 quello di Latina) costituita dal governo fascista dell'epoca.

## Sport

### Calcio
- A.S.D. Sabaudia Calcio, ha militato nel campionato maschile di Promozione 2019-20.[32]
- A.S.D. Aurora Vodice Sabaudia, ha militato nel campionato maschile di Prima categoria 2021-22.[33]

### Canottaggio e canoa kayak

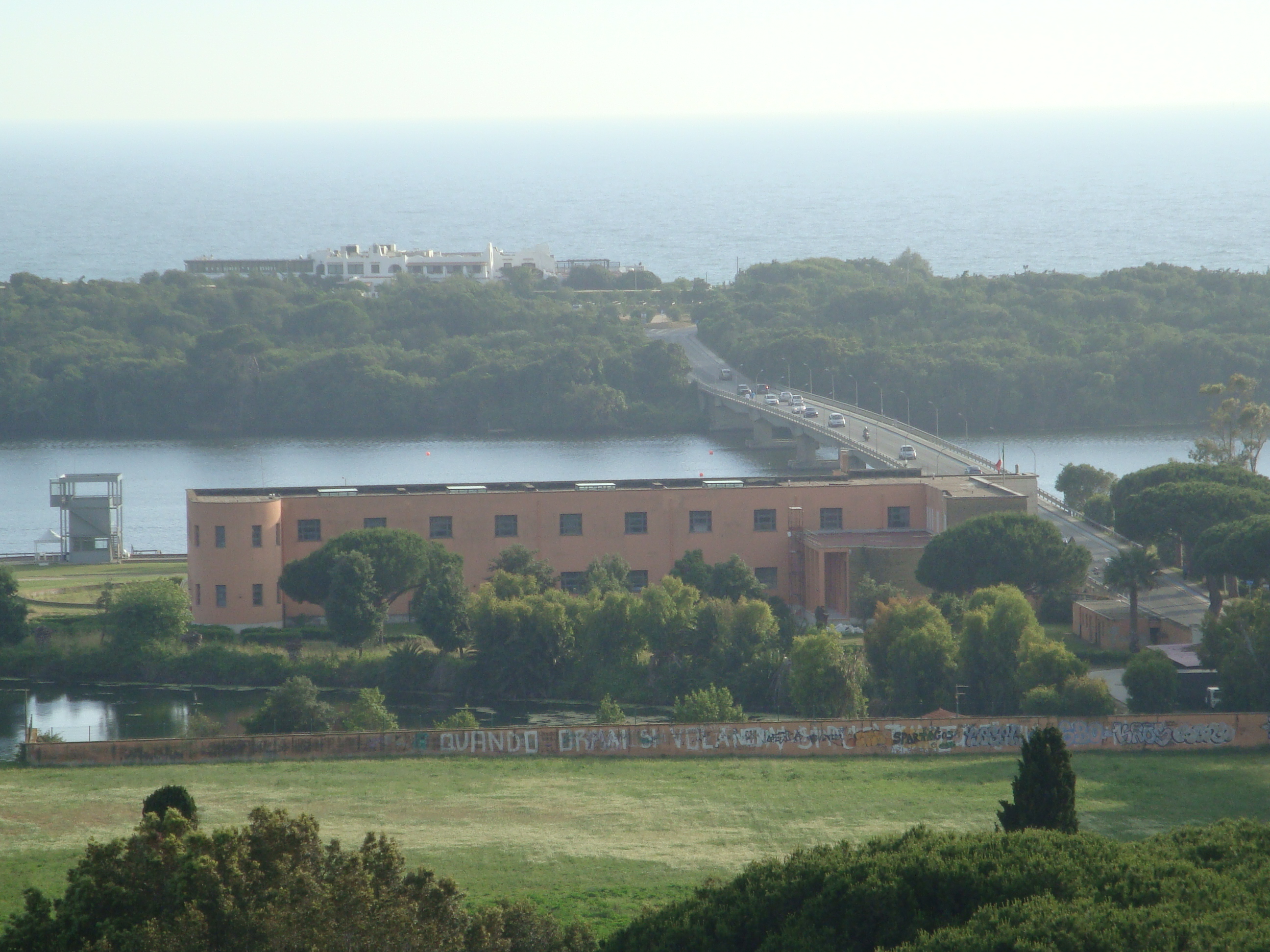
Lago di Paola
visto dalla torre del Comune

Il canottaggio e la canoa, praticati sul lago di Sabaudia, hanno avuto rilevanza grazie all'apporto delle squadre della Marina Militare Italiana, della Guardia di Finanza, della Polizia di Stato "Fiamme Oro" e del Corpo Forestale dello Stato (ora Carabinieri), che hanno conquistato campionati italiani, europei, mondiali e numerose medaglie alle Olimpiadi negli ultimi 60 anni. I numerosi canoisti e canottieri presenti sul territorio hanno modo di allenarsi anche sui tre laghi costieri; tali, sono inoltre utilizzati, appunto, per effettuare gare di canoa o regate delle piccole barche a vela.

### Pallacanestro
- Pallacanestro Sabaudia, ha militato nel campionato maschile di Serie D 2019-2020.[34]

### Pallavolo
Nella pallavolo: fino alla metà degli anni ottanta la Sabaudia Pallavolo ha militato ai massimi livelli nella Serie A-2 del campionato nazionale italiano, facendo crescere tra le sue file Andrea Giani. In campo femminile la Sabaudia Pallavolo milita nel campionato di Serie C. 
- Sabaudia (già Opus e Gestioni&Soluzioni Sabaudia) che ha militato nel campionato maschile di Serie A3 2019-2020.[35]
- Realcaffè Mokasirs Sabaudia che ha militato nel campionato femminile di Serie C 2019-2020.[36]